# Сан-Херонімо (Чіапас)
Сан-Херонімо (ісп. San Jeronimo) — містечко в мексиканському штаті Чіапас, муніципалітет Уніон-Хуарес.

## Географія
Сан-Херонімо розташований у Південній Мексиці на сході Чіапаса, поблизу кордону з Гватемалою.

### Клімат
Містечко знаходиться у зоні, котра характеризується кліматом тропічних саван. Найтепліший місяць — квітень із середньою температурою 25.2 °C (77.4 °F). Найхолодніший місяць — січень, із середньою температурою 24.3 °С (75.7 °F).
| Клімат Сан-Херонімо     | Клімат Сан-Херонімо | Клімат Сан-Херонімо | Клімат Сан-Херонімо | Клімат Сан-Херонімо | Клімат Сан-Херонімо | Клімат Сан-Херонімо | Клімат Сан-Херонімо | Клімат Сан-Херонімо | Клімат Сан-Херонімо | Клімат Сан-Херонімо | Клімат Сан-Херонімо | Клімат Сан-Херонімо | Клімат Сан-Херонімо |
| Показник                | Січ.                | Лют.                | Бер.                | Квіт.               | Трав.               | Черв.               | Лип.                | Серп.               | Вер.                | Жовт.               | Лист.               | Груд.               | Рік                 |
| Абсолютний максимум, °C | 39                  | 39                  | 39                  | 39                  | 39                  | 37                  | 39                  | 38                  | 38                  | 39                  | 39                  | 39                  | 39                  |
| Середній максимум, °C   | 31,6                | 31,9                | 32,2                | 32,1                | 31,6                | 31                  | 31,2                | 31,3                | 30,8                | 30,9                | 31,1                | 31,4                | 31,4                |
| Середня температура, °C | 24,3                | 24,5                | 24,9                | 25,2                | 25,2                | 24,8                | 24,8                | 24,9                | 24,6                | 24,6                | 24,5                | 24,3                | 24,7                |
| Середній мінімум, °C    | 17                  | 17,1                | 17,6                | 18,3                | 18,7                | 18,6                | 18,4                | 18,5                | 18,4                | 18,4                | 17,9                | 17,3                | 18                  |
| Абсолютний мінімум, °C  | 10                  | 11                  | 10                  | 10                  | 8                   | 13                  | 8                   | 11                  | 10                  | 12                  | 10,5                | 10                  | 8                   |
| Норма опадів, мм        | 53                  | 60                  | 129                 | 247                 | 522                 | 658                 | 533                 | 595                 | 716                 | 624                 | 242                 | 78                  | 4456                |
| Днів з дощем            | 5,6                 | 5,8                 | 9,7                 | 15,1                | 22,9                | 25,7                | 24,8                | 25,7                | 26,5                | 25,7                | 14,6                | 7,3                 | 209,4               |
| ----------------------- | ------------------- | ------------------- | ------------------- | ------------------- | ------------------- | ------------------- | ------------------- | ------------------- | ------------------- | ------------------- | ------------------- | ------------------- | ------------------- |
| Джерело: Weatherbase    |                     |                     |                     |                     |                     |                     |                     |                     |                     |                     |                     |                     |                     |